# 3 أغسطس
- السبت
- الأحد
- الاثنين
- الثلاثاء
- الأربعاء
- الخميس
- الجمعة

- 261 صفر 1447  هـ
- 272 صفر 1447  هـ
- 283 صفر 1447  هـ
- 294 صفر 1447  هـ
- 305 صفر 1447  هـ
- 316 صفر 1447  هـ
- 17 صفر 1447  هـ
- 28 صفر 1447  هـ
- 39 صفر 1447  هـ
- 410 صفر 1447  هـ
- 511 صفر 1447  هـ
- 612 صفر 1447  هـ
- 713 صفر 1447  هـ
- 814 صفر 1447  هـ
- 915 صفر 1447  هـ
- 1016 صفر 1447  هـ
- 1117 صفر 1447  هـ
- 1218 صفر 1447  هـ
- 1319 صفر 1447  هـ
- 1420 صفر 1447  هـ
- 1521 صفر 1447  هـ
- 1622 صفر 1447  هـ
- 1723 صفر 1447  هـ
- 1824 صفر 1447  هـ
- 1925 صفر 1447  هـ
- 2026 صفر 1447  هـ
- 2127 صفر 1447  هـ
- 2228 صفر 1447  هـ
- 2329 صفر 1447  هـ
- 241 ربيع الأول 1447  هـ
- 252 ربيع الأول 1447  هـ
- 263 ربيع الأول 1447  هـ
- 274 ربيع الأول 1447  هـ
- 285 ربيع الأول 1447  هـ
- 296 ربيع الأول 1447  هـ
- 307 ربيع الأول 1447  هـ
- 318 ربيع الأول 1447  هـ
- 19 ربيع الأول 1447  هـ
- 210 ربيع الأول 1447  هـ
- 311 ربيع الأول 1447  هـ
- 412 ربيع الأول 1447  هـ
- 513 ربيع الأول 1447  هـ

3 أغسطس أو 3 آب أو يوم 3 \ 8 (اليوم الثالث من الشهر الثامن) هو اليوم الخامس عشر بعد المئتين (215) من السنوات البسيطة، أو اليوم السادس عشر بعد المئتين (216) من السنوات الكبيسة وفقًا للتقويم الميلادي الغربي (الغريغوري). يبقى بعده 150 يوما لانتهاء السنة.

## أحداث
- 1342 - بدء حصار الجزيرة الخضراء أثناء حروب الاسترداد الإسبانية.
- 1492 - كريستوفر كولومبوس ومعه 88 بحارًا يبدؤون رحلة لاكتشاف العالم الجديد، وكانت الرحلة تاريخية حيث تمكنوا من اكتشاف أغنى بقاع العالم في الأمريكيتين.
- 1783 - انفجار بركان جبل أساما في اليابان، ومقتل 35 ألف شخص نتيجة لذلك.
- 1914 - ألمانيا تعلن الحرب على فرنسا في بداية الحرب العالمية الأولى.
- 1940 - الجيش الإيطالي يجتاح أرض الصومال البريطانية في الحرب العالمية الثانية.
- 1960 - النيجر تنال استقلالها من فرنسا.
- 1986 - الاتحاد السوفيتي يستأنف اتصالاته الدبلوماسية مع إسرائيل.
- 2005 - انقلاب سلمي في موريتانيا بقيادة العقيد إعلي ولد محمد فال يطيح بالرئيس معاوية ولد سيدي أحمد الطايع أثناء وجوده في المملكة العربية السعودية للمشاركة في مراسم التشييع والعزاء بوفاة الملك فهد بن عبد العزيز.
- 2009 - مرشد الثورة الإسلامية الإيرانية علي خامنئي يصادق على فوز الرئيس محمود أحمدي نجاد بالانتخابات الرئاسية التي جرت في 12 يونيو.
- 2010 - اشتباكات بين قوات الجيش اللبناني وقوات الجيش الإسرائيلي في بلدة العديسة الحدودية.
- 2011 - بدء محاكمة الرئيس المصري السابق محمد حسني مبارك بتهم القتل العمد والفساد.
- 2016 - 300 راكبًا ينجون بعد تحطم طائرة كانت تقلهم واحتراقها في مطار دبي الدولي.
- 2019 - هُجُومٌ مُسلَّح بِبُندُقيَّة اقتحام في إحدى متاجر وول مارت بِمدينة إل پاسو بِولاية تكساس الأمريكيَّة يُوقعُ 22 قتيلًا و40 جريحًا على الأقل، والشُرطة تُعلن أنَّ الدافع قد يكون عرقيًّا.
- 2020 - عدد الإصابات المؤكدة بجائحة كورونا يتخطّى حاجز 18 مليون شخص حول العالم، من بينهم أكثر من 689 ألف حالة وفاة وحوالي عشرة ملايين و690 ألف حالة تماثلت للشفاء.

## مواليد
- 1867 - ستانلي بلدوين، رئيس وزراء المملكة المتحدة.
- 1903 - الحبيب بورقيبة، رئيس الجمهورية التونسية.
- 1905 - محمد البهي، وزير الأوقاف المصري الأسبق.
- 1907 - محمد الحليوي، شاعر تونسي.
- 1923 - البابا شنودة الثالث، بابا وبطريرك الكنيسة القبطية الأرثوذكسية.
- 1926 - رشدي أباظة، ممثل مصري.
- 1938 - أحمد عقل، ممثل مصري.
- 1940 - مارتن شين، ممثل أمريكي.
- 1944 - بطرس حرب، سياسي لبناني.
- 1946 -
  - جاك سترو، سياسي بريطاني.
  - جاكوس تيغيلس، لاعب كرة قدم بلجيكي.
- 1948 - مديحة كامل، ممثلة مصرية.
- 1952 - أوزفالدو أرديليس، لاعب ومدرب كرة قدم أرجنتيني.
- 1961 - ليلى محمد، ممثلة عراقية.
- 1963 -
  - جيمس هيتفيلد، مغني وعازف غيتار أمريكي وعضو فرقة ميتاليكا.
  - غراهام أرنولد، لاعب ومدرب كرة قدم أسترالي.
  - أيزيا واشنطن، ممثل أمريكي.
- 1964 - أبهيسيت فيجاجيفا، رئيس وزراء تايلاند.
- 1969 - سامر المصري، ممثل سوري.
- 1974 - مهند حسن الشاوي، شاعر عراقي.
- 1978 - ماريوس جوب، لاعب كرة قدم بولندي.
- 1980 - محمد المجالي، ممثل أردني.
- 1984 - سونيل تشيتري، لاعب كرة قدم هندي.
- 1988 -
  - تاج حيدر، ممثلة سورية.
  - نصرة الحربي، ممثلة سعودية.
- 1998 - ماسة الجمال، ممثلة سورية.

## وفيات
- 1460 - الملك جيمس الثاني، ملك اسكتلندا.
- 1780 - كوندياك، فيلسوف فرنسي.
- 1797 - الفيلد مارشال جيفري أمهيرست، قائد عسكري إنجليزي وأول حاكم عام بريطاني لكندا.
- 1924 - جوزيف كونراد، كاتب بريطاني.
- 1933 - عبد الله بن أحمد العجيري، شاعر وراوي وأديب سعودي.
- 1942 - ريشارد فيلشتيتر، عالم كيمياء ألماني حاصل على جائزة نوبل في الكيمياء عام 1915.
- 1949 - عمر بن حمدان، عالم مسلم تونسي.
- 1958 - عارف أبو شقرا، مدرس وصحفي وكاتب وشاعر لبناني.
- 1977 - المطران مكاريوس، رئيس وكبير أساقفة الكنيسة القبرصية الأرثوذكسية وأول رئيس لقبرص.
- 1979 - بيرتل أولين، اقتصادي سويدي حاصل على جائزة نوبل في العلوم الاقتصادية عام 1977.
- 1999 - عبد الوهاب البياتي، شاعر عراقي.
- 2008 - ألكسندر سولجنيتسين، أديب روسي حاصل على جائزة نوبل في الأدب عام 1970.
- 2009 - سمير غوشة، سياسي فلسطيني.

## أعياد ومناسبات
- عيد الاستقلال في النيجر.
- عيد العلم في فنزويلا.
- اليوم الدولي للبطيخ الأحمر

## وصلات خارجية
- وكالة الأنباء القطريَّة: حدث في مثل هذا اليوم.
- النيويورك تايمز: حدث في مثل هذا اليوم.
- BBC: حدث في مثل هذا اليوم.